# Dolichancistrus carnegiei
Dolichancistrus carnegiei és una espècie de peix de la família dels loricàrids i de l'ordre dels siluriformes.

## Morfologia
- Els mascles poden assolir 17 cm de longitud total.[4][5]

## Hàbitat
És un peix d'aigua dolça i de clima tropical (22 °C-26 °C).

## Distribució geogràfica
Es troba a Sud-amèrica: conca del riu Magdalena a Colòmbia.